# 長側大魣蜥魚
長側大魣蜥魚（学名：Macroparalepis longilateralis）為輻鰭魚綱仙女魚目帆蜥魚亞目魣蜥魚科的一種，分布於南大西洋海域，為深海魚類，深度可達708公尺，體長可達31.4公分，棲息在中層水域，生活習性不明。